# بازی‌های آسیایی ۱۹۷۰
بازی‌های آسیایی ۱۹۷۰ (به تایلندی: ۲۵۱۳ เอเชียนเกมส์) ششمین دوره بازی‌های آسیایی است که از ۹ تا ۲۰ دسامبر ۱۹۷۰ در بانکوک، تایلند برگزار شد. سئول، پایتخت کره‌جنوبی به عنوان میزبان ششمین دوره بازی‌ها انتخاب شده بود، اما به علت مسائل مالی و همچنین تهدیدهای امنیتی از سوی همسایه‌اش کره‌شمالی از میزبانی سر باز زد. (سرانجام این شهر در سال ۱۹۸۶ میزبان رقابت‌ها شد). میزبان دوره قبلی، تایلند، برای کمک به آسیا و برگزاری به موقع و مناسب این بازی‌ها اعلام آمادگی خود را اعلام کرد و برای دومین بار پیاپی این رویداد را میزبانی کرد. ۲۴۰۰ ورزشکار از ۱۸ کشور آسیایی در این آسیاد به رقابت پرداختند، جایی که اولین بار رشته قایقرانی بادبانی در آن حضور پیدا کرد.

## ورزشگاه‌ها

### مجموعه ورزشی ملی
- ورزشگاه سوپاچالاسای (مراسم افتتاحیه و اختتامیه، دو و میدانی و فوتبال)
- سالن ورزشی چاتانایینگ‌یونگ (والیبال)
- ورزشگاه دپات‌سادین (هاکی)
- ورزشگاه سرپوشیده نیمیبوتر (بسکتبال)
- استخر شنای ویسوتاروم (شیرجه، شنا)

### مجموعه ورزشی اداره ورزش تایلند (هوآ مارک)
- ورزشگاه سرپوشیده (ورزشگاه سرپوشیده کیتیکاچورن) (بدمینتون و بوکس)
- منطقه تیراندازی (تیراندازی)
- ولودروم (دوچرخه سواری)

### مجموعه ورزشیدانشگاه چولالونگ‌کورن
- ورزشگاه چولا (فوتبال)
- ورزشگاه شنا چولا (واترپولو)

### دانشگاه تاماسات(مرکز تاپراچان)
- سالن ورزشی تیماسات (والیبال)

### دیگر محل‌های برگزاری بازی‌ها در بانکوک
- سالن فرهنگی (وزنه‌برداری)
- سالن باغ آمپرون (کشتی)

### پاتایا(خارج از بانکوک)
- خلیج پاتایا (قایقرانی بادبانی)

## کشورهای شرکت کننده
| - میانمار - سیلان - هنگ کنگ - هند - اندونزی - ایران - اسرائیل - ژاپن - جمهوری خمر - مالزی - نپال - پاکستان - فیلیپین - چین - سنگاپور - کره جنوبی - ویتنام جنوبی - تایلند |

- کشورهای غیر شرکت کننده؛

این کشورها در بخش رقابت ورزشکاران هیچ نماینده‌ای نداشتند، اما در بخش‌های مختلف دیگر هیئت‌هایی را فرستاده بودند:
- افغانستان
- لائوس

## ورزش‌ها
| - دو و میدانی(۳۵) - بدمینتون(۷) - بسکتبال(۱) - بوکس(۱۱) - دوچرخه‌سواری(۱۱) | - شیرجه(۴) - هاکی روی چمن(۱) - فوتبال(۱) - قایقرانی بادبانی(۵) - تیراندازی(۱۴) | - شنا(۲۴) - والیبال(۱) - واترپلو(۱) - وزنه‌برداری(۸) - کشتی(۱۰) |  |

## تقویم
| اف | مراسم افتتاحیه | ● | رویدادهای مقدماتی | ۱ | رویدادهای پایانی | اخ | مراسم اختتامیه |

| دسامبر ۱۹۷۰       | نهم چهار | دهم پنج | یازدهم آدینه | دوازدهم شنبه | سیزدهم یک | چهاردهم دو | پانزدهم سه | شانزدهم چهار | هفدهم پنج | هجدهم آدینه | نوزدهم شنبه | بیستم یک | نشان طلا |
| ----------------- | -------- | ------- | ------------ | ------------ | --------- | ---------- | ---------- | ------------ | --------- | ----------- | ----------- | -------- | -------- |
| دو و میدانی       |          | ۵       | ۶            | ۶            | ۵         | ۵          | ۸          |              |           |             |             |          | ۳۵       |
| بدمینتون          |          | ●       | ●            | ●            |           | ۲          |            |              | ●         | ●           | ۵           |          | ۷        |
| بسکتبال           |          | ●       | ●            | ●            |           | ●          | ●          | ●            |           | ●           | ۱           |          | ۱        |
| بوکس              |          | ●       | ●            | ●            | ●         |            | ۱۱         |              |           |             |             |          | ۱۱       |
| دوچرخه‌سواری جاده  |          | ۱       |              |              |           |            |            |              |           |             | ۲           |          | ۳        |
| دوچرخه‌سواری پیست  |          |         |              | ۱            | ۱         | ۲          |            | ●            | ۴         |             |             |          | ۸        |
| شیرجه             |          |         |              | ۱            | ۱         | ۱          | ۱          |              |           |             |             |          | ۴        |
| هاکی روی چمن      |          | ●       | ●            | ●            | ●         | ●          | ●          | ●            | ●         | ●           | ۱           |          | ۱        |
| فوتبال            |          | ●       | ●            | ●            | ●         | ●          | ●          | ●            | ●         | ●           | ●           | ۱        | ۱        |
| قایقرانی بادبانی  |          |         | ●            | ●            | ●         | ●          | ●          | ۵            |           |             |             |          | ۵        |
| تیراندازی         |          | ۲       | ۲            |              | ۲         |            | ۲          | ۲            |           | ۲           | ۲           |          | ۱۴       |
| شنا               |          |         |              | ۶            | ۵         | ۵          | ۴          | ۴            |           |             |             |          | ۲۴       |
| والیبال           |          | ●       | ●            | ●            | ●         | ●          | ●          | ●            |           | ●           | ۲           |          | ۲        |
| واترپلو           |          |         |              | ●            | ●         | ●          | ●          | ۱            |           |             |             |          | ۱        |
| وزنه‌برداری        |          | ۱       | ۱            | ۱            | ۱         | ۱          | ۱          | ۱            | ۱         |             |             |          | ۸        |
| کشتی              |          | ●       | ●            | ●            | ۱۰        |            |            |              |           |             |             |          | ۱۰       |
| مجموع نشان‌های طلا |          | ۹       | ۹            | ۱۵           | ۲۵        | ۱۶         | ۲۷         | ۱۳           | ۵         | ۲           | ۱۳          | ۱        | ۱۳۵      |
| مراسم‌ها           | اف       |         |              |              |           |            |            |              |           |             |             | اخ       |          |
| دسامبر ۱۹۷۰       | نهم چهار | دهم پنج | یازدهم آدینه | دوازدهم شنبه | سیزدهم یک | چهاردهم دو | پانزدهم سه | شانزدهم چهار | هفدهم پنج | هجدهم آدینه | نوزدهم شنبه | بیستم یک | نشان طلا |

## جدول مدال‌ها
*   کشور میزبان (تایلند)
| رتبه            | کشور               | طلا | نقره | برنز | مجموع |
| --------------- | ------------------ | --- | ---- | ---- | ----- |
| ۱               | ژاپن (JPN)         | ۷۴  | ۴۷   | ۲۳   | ۱۴۴   |
| ۲               | کره جنوبی (KOR)    | ۱۸  | ۱۳   | ۲۳   | ۵۴    |
| ۳               | تایلند (THA)*      | ۹   | ۱۷   | ۱۳   | ۳۹    |
| ۴               | ایران (IRI)        | ۹   | ۷    | ۷    | ۲۳    |
| ۵               | هند (IND)          | ۶   | ۹    | ۱۰   | ۲۵    |
| ۶               | اسرائیل (ISR)      | ۶   | ۶    | ۵    | ۱۷    |
| ۷               | مالزی (MAS)        | ۵   | ۱    | ۷    | ۱۳    |
| ۸               | میانمار (BIR)      | ۳   | ۲    | ۷    | ۱۲    |
| ۹               | اندونزی (INA)      | ۲   | ۵    | ۱۳   | ۲۰    |
| ۱۰              | سیلان (CEY)        | ۲   | ۲    | ۰    | ۴     |
| ۱۱              | فیلیپین (PHI)      | ۱   | ۹    | ۱۲   | ۲۲    |
| ۱۲              | چین (ROC)          | ۱   | ۵    | ۱۲   | ۱۸    |
| ۱۳              | پاکستان (PAK)      | ۱   | ۲    | ۷    | ۱۰    |
| ۱۴              | سنگاپور (SGP)      | ۰   | ۶    | ۹    | ۱۵    |
| ۱۵              | جمهوری کمر (KHM)   | ۰   | ۲    | ۳    | ۵     |
| ۱۶              | ویتنام جنوبی (VNM) | ۰   | ۰    | ۲    | ۲     |
| مجموع (۱۶ کشور) | مجموع (۱۶ کشور)    | ۱۳۷ | ۱۳۳  | ۱۵۳  | ۴۲۳   |